# АЛМЭКС
Акционерное общество Холдинговая группа «АЛМЭКС» — казахстанская инвестиционная группа, специализирующаяся на оказании банковских услуг корпоративным и розничным клиентам в Казахстане, России, Кыргызстане и Грузии, а также страховых услуг на территорий Казахстана.
Пост председателя правления занимает бывший аким Акмолинской области Мажит Есенбаев. Головной офис компании расположен в городе Алматы.

## Собственники
АО Холдинговая Группа «АЛМЭКС» на паритетной основе контролируется Тимуром Кулибаевым с супругой Динарой Кулибаевой — зятем и дочерью бывшего президента Казахстана Нурсултана Назарбаева.

## Структура
В состав Холдинговый Группы «АЛМЭКС» входят следующие компании:
- ТОО «Алмэкс Проект» (инвестиционная компания)
- ТОО «ALMEX-Baiterek Fund» (фонд прямых инвестиций) — на паритетной основе контролируется дочерние структуры национального холдинга «Байтерек» АО «Казына Капитал Менеджмент» и ТОО «Алмэкс Проект».

## Деятельность
Основная деятельность Группы включает выдачу займов и гарантий, привлечение депозитов, операции с ценными бумагами и иностранной валютой, осуществление переводов, операций с денежными средствами, платежными карточками и другие банковские услуги для своих клиентов.
Компания является крупным акционером АО «Народный Банк Казахстана» от лица которого и осуществлять банковскую деятельность. Также компании принадлежит казахстанский филиал «Aon», крупной корпорации по предоставлению услуг по риск-менеджменту, брокерских услуг по страхованию и перестрахованию, консультаций по человеческим ресурсам, ТОО «Страховой брокер «Аон Казахстан». 2014 году «Аон Казахстан» заняло первое место по брокерскому вознаграждению среди 14 страховых брокеров Казахстана с долей рынка 26%.
2016 году компания «АЛМЭКС» заключила меморандум о сотрудничестве с национальным управляющим холдингом «КазАгро» о двустороннем содействие в привлечении крупных международных и иностранных компаний для совместной реализации или софинансирования инвестиционных проектов, а также оказание консультационных услуг.